# Кетська мова
Кетська мова (застаріле — єнісейсько-остяцька) — мова кетів, остання жива мова єнісейської групи палеоазійських мов. Розповсюджена в Красноярському краї Росії. Перебуває під загрозою вимирання — кількість кетів, для яких мова є рідною, скоротилась з 1225 осіб в 1926 році до 537 осіб в 1989 році, 365 осіб. в 2002 році і 213 осіб в 2010 році. За польовими дослідженнями число носіїв кетської мови оцінюється в 150 осіб. (1999—2005 роках). Інша єнісейська мова — югська, певно, остаточно вимерла зовсім недавно.

## Історія
Кетська мова, мова автохтонного населення Сибіру кетів, була вперше описана вченим-мандрівником Петером Паласом у 1788 році. В середині 19 століття була вперше описана граматика кетської мови, яка тоді вважалась фіно-угорською. В 20 столітті було організовано ряд експедицій для дослідження кетської мови. Радянські вчені стверджували про зв'язок кетської з мовою бурушаскі та сино-тибетськими мовами.

## Характеристика
Кетська мова — останній живий представник єнісейських мов, які раніше були поширені, за свідченням гідронімів, аж до півдня Західного Сибіру. В 70-ті роки 20 століття кетською говорили близько 900 чоловік в Туруханському і Байкітському районах Красноярського краю Росії. Згідно з переписом 2010 року кетська мова налічувала 198 носіїв.
Два основних діалекти — імбатський (північний) і симський (менше 10 чол.), настільки розійшлися, що їх можна вважати різними мовами.
Фонологічний склад кетської мови характеризується типологічно рідкісним поєднанням наявності протиставлення м'яких і твердих приголосних та тонових відмінностей (до 5 тонів в різних говорах). Іменник має форму основного відмінка (суб'єкта і прямого об'єкта) і системою вторинно розвинутих відмінків з просторовими значеннями. У іменників виділяється клас речей, протиставлений одушевленим класам (чоловічому і жіночому). Більшість граматичних значень в дієслові передається за допомогою префіксів і інфіксів (рідше суфіксів), широко розвинена інкорпорація.

## Кетський алфавіт
Перший алфавіт для кетської мови був розроблений у 30-ті роки 20 століття на основі латиниці.
| A a | Ā ā | Æ æ | B b | Ç ç | D d | E e | Ē ē |
| Ə ə | F f | G g | H h | Ҕ ҕ | I i | Ī ī | J j |
| K k | L l | M m | N n | Ņ ņ | Ŋ ŋ | O o | Ō ō |
| P p | Q q | R r | S s | Ş ş | T t | U u | Ū ū |
| V v | Z z | Ƶ ƶ | Ь ь |     |     |     |     |

У 80-ті роки 20 століття був розроблений алфавіт на основі кирилиці.
| А а | Б б | В в | Г г | Ӷ ӷ | Д д | Е е | Ё ё |
| Ж ж | З з | И и | Й й | К к | Ӄ ӄ | Л л | М м |
| Н н | Ӈ ӈ | О о | Ө ө | П п | Р р | С с | Т т |
| У у | Ф ф | Х х | Ц ц | Ч ч | Ш ш | Щ щ | Ъ ъ |
| Ә ә | Ы ы | Ь ь | ’   | Э э | Ю ю | Я я |     |